# Des Fawcett
Desmond Hallimond Fawcett (tháng 1 năm 1905 – 24 tháng 10 năm 1968) là một cầu thủ bóng đá người Anh thi đấu ở vị trí thủ môn. Ông thi đấu hơn 300 trận ở Football League cho 6 câu lạc bộ khác nhau.